# Józef Sebastian Pelczar
Józef Sebastian Pelczar también conocido como José Sebastián Pelczar (17 de enero de 1842 - 28 de marzo de 1924) fue un obispo católico polaco y también cofundador de las Siervas del Sagrado Corazón de Jesús que había establecido en 1894 con Ludwika Szczęsna. También sirvió en varios puestos episcopales y se desempeñó como obispo de Przemyśl.
El papa Juan Pablo II, en su cuarta visita a Polonia, beatificó a Pelczar en 1991 y presidió la canonización en 2003.

## Vida
Józef Sebastian Pelczar nació en Polonia en 1842 de Adalbert y Marianna Mięsowicz. De niño sintió un fuerte llamado a servir a Dios y por eso una vez escribió en su diario: "Los ideales terrenales se están desvaneciendo. Veo el ideal de la vida en el sacrificio y el ideal del sacrificio en el sacerdocio".
Pelczar estudió en Rzeszow y luego comenzó sus estudios para el sacerdocio en Przemyśl en 1860. A la edad de 16 años se convirtió en miembro de la Sociedad de San Vicente de Paúl y de la organización conocida como Educación Popular. Una vez finalizados sus estudios, fue ordenado sacerdote el 17 de julio de 1864. Fue designado párroco en Sambir. Más tarde fue trasladado a Roma en 1866 para continuar sus estudios y estudió en el Instituto de San Apolinar y en el Collegium Romanum. Obtuvo un doctorado tanto en estudios teológicos como en derecho canónico. También se desempeñó como profesor desde 1869 hasta 1877 y desempeñó ese cargo tanto en Przemyśl como en Cracovia desde 1882 hasta 1883.
Pelczar estableció varias bibliotecas, dio conferencias gratuitas y publicó innumerables libros. Escribiría tanto sobre temas históricos como sobre derecho canónico. Comenzó una escuela para quienes eran sirvientes. Fundó la Fraternidad de Nuestra Señora, Reina de la Corona de Polonia en 1891 con el objetivo de cuidar a los pobres y huérfanos, así como a los enfermos y a los que no tenían trabajo. Mientras estaba en Cracovia en 1893 conoció a Ludwika Szczęsna y los dos fundaron las Hermanas Siervas del Sacratísimo Corazón de Jesús el 15 de abril de 1894 con el objetivo de trabajar con mujeres.
El papa León XIII nombró a Pelczar como obispo de Przemyśl el 17 de diciembre de 1900 y se instaló en 1901. Hizo frecuentes visitas a todas las parroquias dentro de la diócesis y apoyó a todas las órdenes religiosas. También llevó a cabo tres reuniones episcopales para discutir temas diocesanos y trabajó para reformar seminarios para promover una mejor educación y un mayor acceso a los recursos para estos. Además de esto, también construyó y restauró iglesias, estableció guarderías, cocinas, refugios para personas sin hogar y escuelas. Se aseguró de que la implementación de la doctrina social descrita en los escritos de León XIII, como la encíclica papal Rerum Novarum, fuera una prioridad máxima.
Pelczar también fue uno de los co-consagradores en la consagración de Achille Ratti, el futuro papa Pío XI el 28 de octubre de 1919.
Pelczar murió el 28 de marzo de 1924 con una sólida reputación de santidad y fue aclamado como un pastor que prestó mucha atención a las cuestiones pastorales. Se dice que murió en olor de santidad.

## Canonización

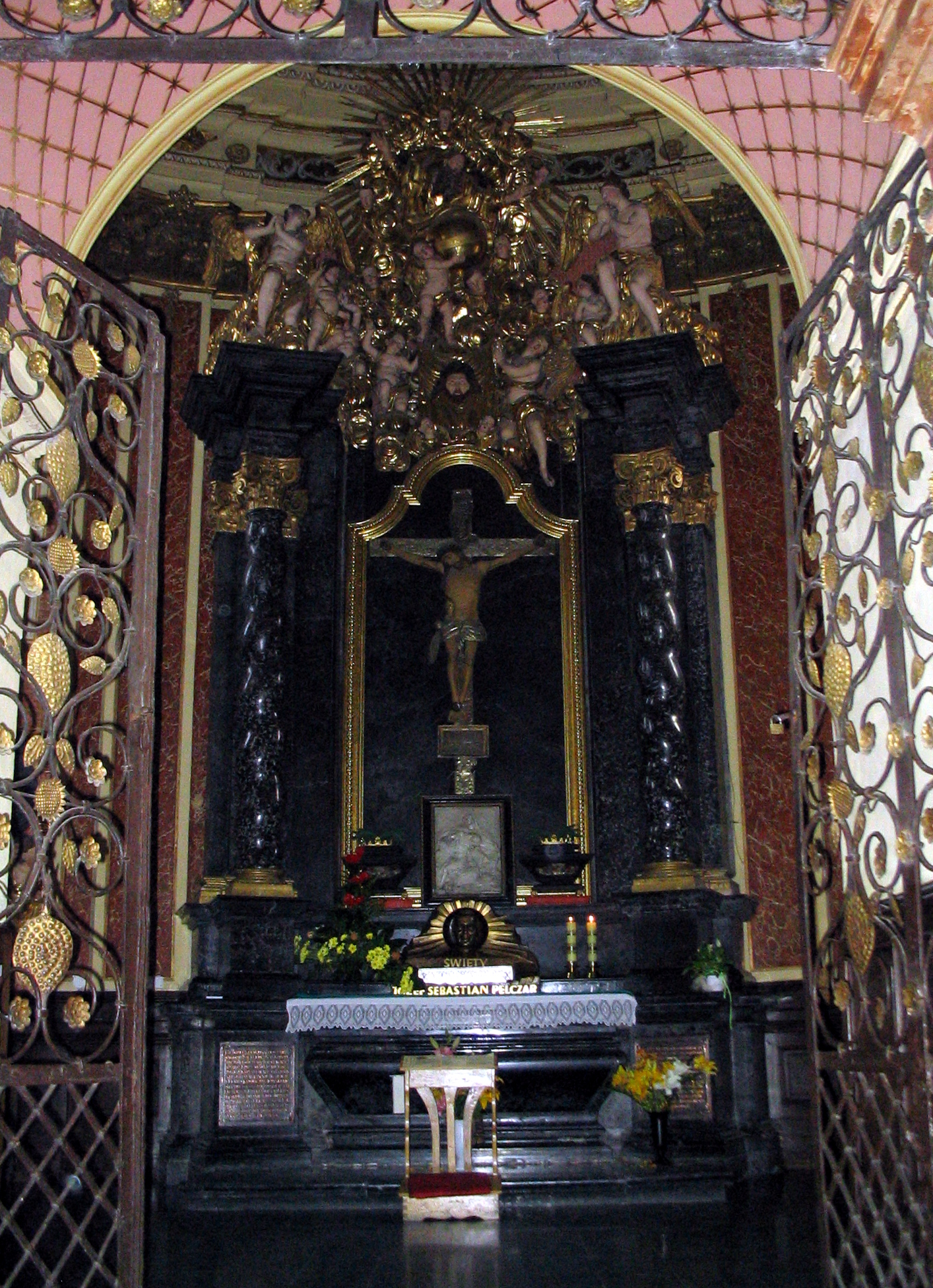
Tumba de Józef Sebastian Pelczar.

El proceso de santidad se introdujo formalmente el 25 de enero de 1983 a pesar de que el proceso local se había abierto y la positio había sido sometida a evaluación. El proceso local se extendió desde el 26 de marzo de 1954 hasta 1957 que otorgó a Pelczar el título póstumo de Siervo de Dios. La positio - documentación y biografía - fue enviada a la Congregación para las Causas de los Santos en 1982.
El papa Juan Pablo II aprobó que Pelczar había vivido una vida de virtudes heroicas y lo declaró Venerable el 18 de febrero de 1989.
El milagro requerido para la beatificación de Pelczar fue investigado y ratificado el 23 de junio de 1989. Juan Pablo II aprobó el milagro el 10 de julio de 1990 y lo beatificó en su visita a Polonia el 2 de junio de 1991. El papa también aprobó el segundo milagro requerido para la canonización y la presidió el 18 de mayo de 2003.